# Fernando del Rincón
Fernando del Rincón de Figueroa ou Hernando del Rincón de Figueroa, est un peintre espagnol de la Renaissance. Né à Guadalajara vers 1460, sa personnalité a longtemps été confondue avec celle d'Antonio del Rincón, également originaire de Guadalajara.

## Biographie
On sait que vers 1491 il vit à Guadalajara, marié à Catalina Vázquez, fille de l'architecte Lorenzo Vázquez de Segovia (es). À la même époque, il travaille à Saragosse auprès du peintre aragonais Martín Bernat (es). En 1499 il est responsable avec Juan de Borgoña et d'autres peintres de la dorure et du polychrome du maître autel de la cathédrale de Tolède et à partir de 1503 il réalise divers retables dans des églises des diocèses de Tolède et Sigüenza, associé à Juan Soreda. En 1514 il remplace Francisco Chacón comme peintre de cour de Ferdinand le catholique.
Dans les Vidas de pintores incomplètes de Lázaro Díaz del Valle, il est le premier des Espagnols brièvement mentionnés dont il écrit : « Peintre Célèbre, originaire de Guadalajara, était chevalier de Santiago par la miséricorde du Seigneur roi Ferdinand V de Castille-et-León ».
L'unique tableau signé de sa main qui nous est parvenu est un portrait de Francisco Fernández de Córdoba y Mendoza, 1520 (au musée du Prado), avec une inscription en latin que l'on trouve sur le portrait à lui attribué de l'évêque d'Ávila Francisco Ruiz de l'« Instituto Valencia de Don Juan », inscription qui témoigne de l'environnement humaniste dans lequel se développe le genre du portrait au cours des premières décennies du XVIe siècle. Rincón compte parmi les rares peintres indigènes qui pratiquent alors l'art du portrait.
Le retable qu'il peint pour Fuentes de la Alcarria (es), documenté entre 1516 et 1520, et qu'a pu contempler Chandler R. Post (es) avant sa destruction lors de la guerre civile, a servi à attribuer d'autres peintures, y compris le tableau Milagro de San Cosme y San Damián au musée du Prado, du monastère de San Francisco de Guadalajara. Il lui a également été récemment attribué une part dans le retable de l'iglesia de la Asunción de Robledo de Chavela, ou sa présence est attestée en 1514.